# Erzebach (Geisbach)
Der Erzebach ist ein Bach westlich von Obergeis, einem Ortsteil der Gemeinde Neuenstein im Landkreis Hersfeld-Rotenburg in Nordhessen. Er ist ein orographisch rechter Nebenfluss der Geis. In historischen Karten wird er auch als Ertzebach bezeichnet. Seinen Namen hat der Bach wegen des im Mittelalter oberhalb seiner Quelle betriebenen Eisenerzbergbaus und der von seiner Wasserkraft angetriebenen Verhüttung.

## Name
Der Bach wurde ursprünglich Etzenbach (1462) genannt. Der Name leitet sich von einem Personennamen Etzo ab.

## Verlauf
Seine Quelle befindet sich in der naturräumlichen Untereinheit Östliches Knüllvorland (Nr. 356.1) der Haupteinheit Knüll (Nr. 356), im Einschnitt zwischen dem Holnsteinkopf (auch Holsteinkopf; etwa 580 m) im Nordosten und der Krötenkuppe (581,2 m) im Südwesten. Der Bach verläuft zunächst in leichter Linkskurve nach Südwesten und dann nach Nordwesten und nimmt nach etwa 600 Metern einen von Norden vom Südhang des Holnsteinkopfs herabkommenden etwa 1 km langen Bach auf, der unweit oberhalb der Wüstung Holnstein und der Ruine der Holsteiner Kapelle entspringt.

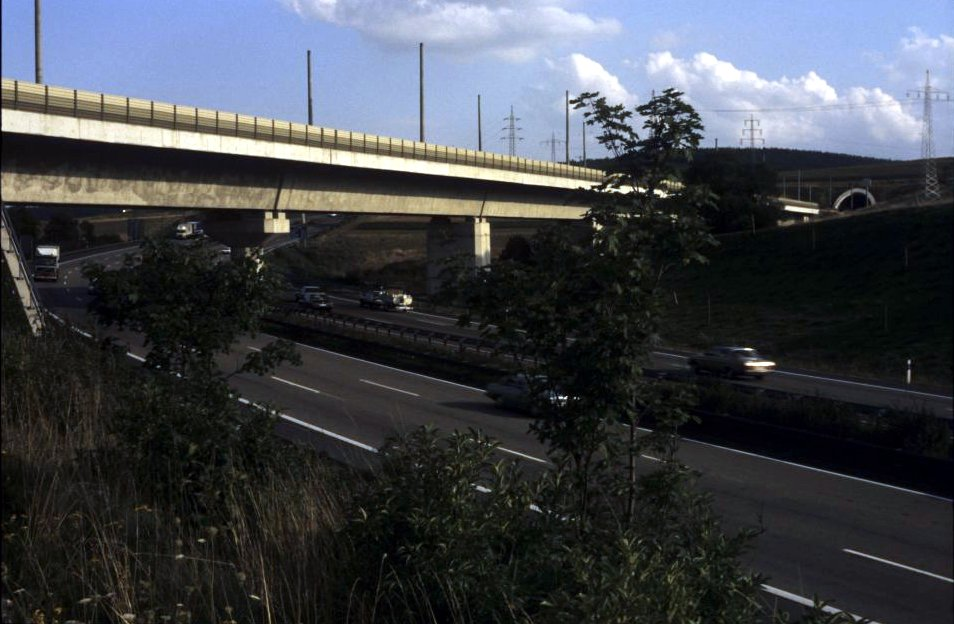
Die Erzebach-Talbrücke über den Erzebach und die Bundesautobahn 7. Im Hintergrund das Nordportal des Kalter-Sand-Tunnels

Danach fließt der Erzebach mit nur leichten Mäandern stetig nach Nordosten in einem landschaftlich reizvollen Tal zwischen dem Aubelsberg (440,2 m) im Norden und der Obersten Liesburg (bis zu 554,8 m) und dem Kalten Sand (398,3 m) im Süden. Dabei passiert er nach etwa 1,5 km den Ort einer 1483 erstmals erwähnten ehemaligen Eisenhütte (links, ⊙) und etwa 200 weiter östlich den kleinen Weiler „Hof Erzebach“ (rechts, ⊙).
Nach weiteren 1,7 km unterquert der Bach westlich von Obergeis die 23 m über dem Talgrund verlaufende Erzebach-Talbrücke (308 m Gesamtstützweite) der ICE-Strecke Hannover–Würzburg, die hier gerade aus dem Kalter-Sand-Tunnel im Süden hervorgekommen ist und dann nach Norden über die Geisbach-Talbrücke in den Mühlbachtunnel verschwindet, und unmittelbar danach die Bundesautobahn 7 etwa 800 m südlich der Anschlussstelle Hersfeld-West. Etwa 600 m weiter östlich unterquert der Bach auch noch die Bundesstraße 324 nördlich von Obergeis und mündet danach von rechts (Westen) in die Geis.

## Verkehr
Die Erzebacher Straße verläuft von Obergeis über die A7 und das Nordportal des Kalter-Sand-Tunnels ins Tal des Erzebachs und begleitet diesen an seiner Südseite bis zur Gehöftgruppe Erzebach.